# Jagrehnia testacea
Jagrehnia testacea är en kackerlacksart som först beskrevs av Brunner von Wattenwyl 1865.  Jagrehnia testacea ingår i släktet Jagrehnia och familjen jättekackerlackor. Inga underarter finns listade i Catalogue of Life.